# أبو عبد الرحمن البيلاوي
عدنان إسماعيل نجم البيلاوي الدليمي، المعروف بالاسم الحركي أبو عبد الرحمن البيلاوي، كان القائد الأعلى في الدولة الإسلامية في العراق والشام ورئيس المجلس العسكري، وذلك قبل مقتله بيد القوات العراقية في 4 حزيران يونيو سنة 2014.